# Светі Тріє Кралі-в-Словенських Горицах
Светі Тріє Кралі-в-Словенських Горицах (словен. Sveti Trije Kralji v Slovenskih Goricah) — поселення в общині Бенедикт, Подравський регіон‎, Словенія.